# تشهارده جفتة (مقاطعة إسلام آباد غرب)
تشهارده‌جفتة (بالفارسية: چهارده‌جفته) هي قرية تقع في كرمانشاه في إيران. يقدر عدد سكانها بـ 276 نسمة بحسب إحصاء 2016.